# ستون شیپوری

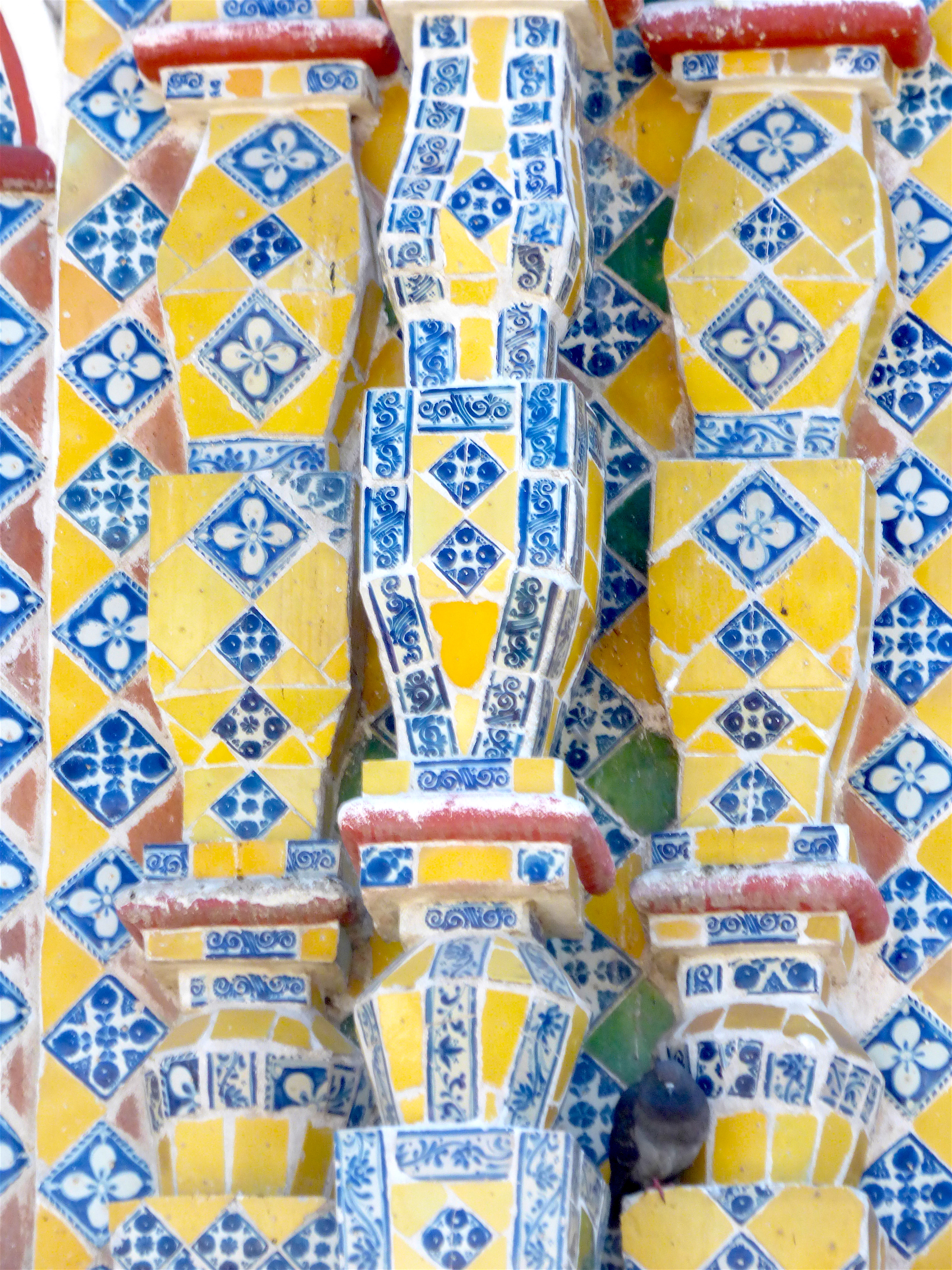
ستون شیپوری کلیسای سان فرانسیسکو آکاتپک.

ستون شیپوری (انگلیسی: Estipite) نوعی ستون‌نما است که از خصیصه‌های سبک چوریگوئرسک باروک اسپانیا و آمریکای اسپانیایی است که در قرن هجدهم مورد استفاده قرار می‌گرفت. در اواخر دوره باروک، بسیاری از عناصر معماری کلاسیک اشکال ساده خود را از دست دادند و به‌طور فزاینده پیچیده شدند و انواع شکل‌ها و تزیینات پر زرق و برق را ارائه کردند. بنابراین ستون به شکل یک مخروط یا هرم‌سنگ وارونه است. بدنه همیشه در قسمت میانی خود از پایه و سرستون پهن‌تر است. این ستون ویژگی‌های هر دو سبک اواخر باروک و تکلف‌گرایی را درهم می‌آمیزد. استفاده از آن به‌طور گسترده‌ای بین ۱۷۲۰ و ۱۷۸۰ متداول بود.

### شکل

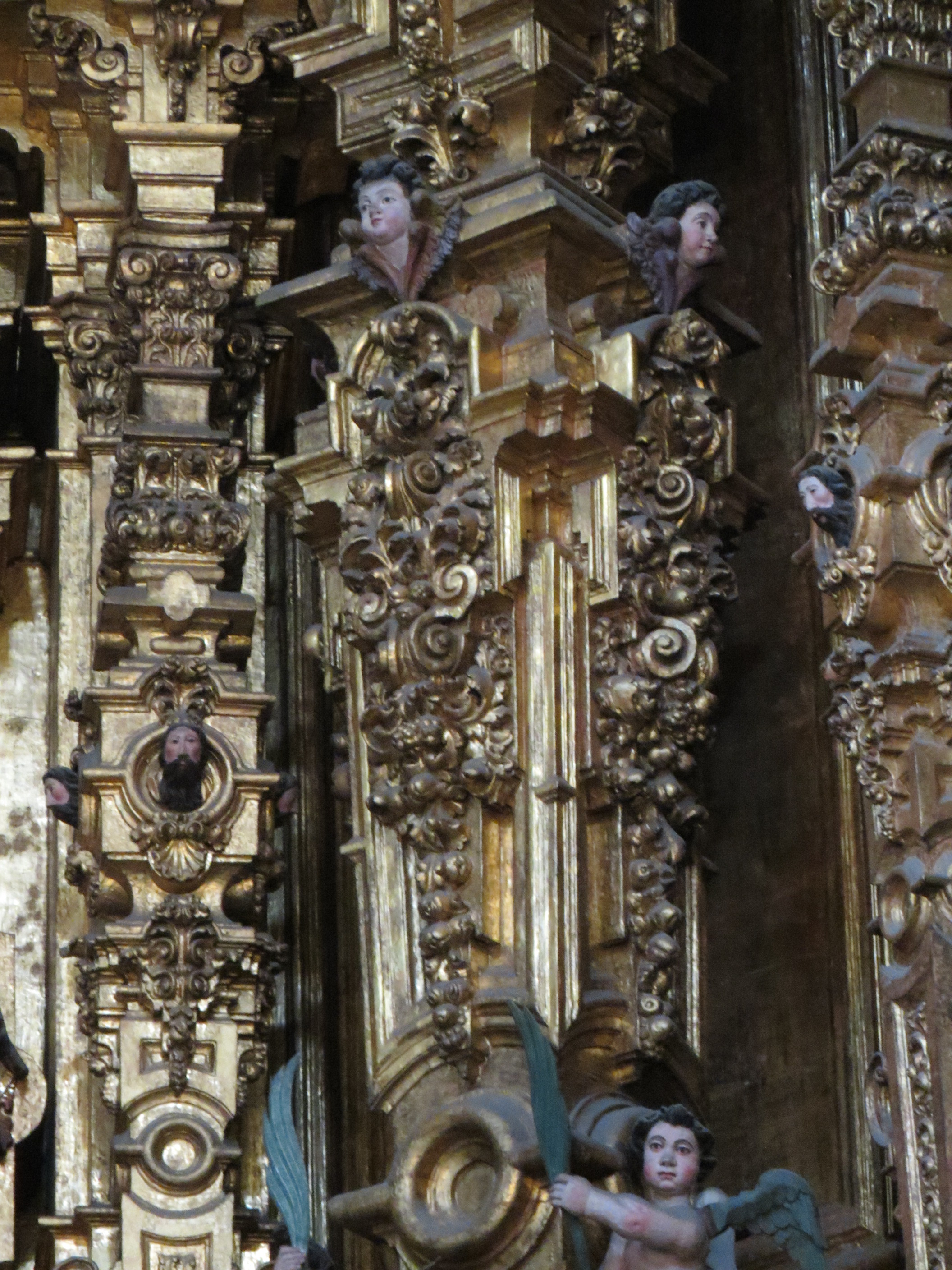
ستون شیپوری از رتابلو د لوس ریس در کلیسای جامع مکزیکوسیتی در مکزیک

شکل ستون شیپوری پایه باریکی دارد و بدنه به شکل یک هرم‌سنگ وارونه است. این تغییر شکل در استفاده قبلی از ستون‌نما است که با فرم خود از معماری کلاسیک فاصله می‌گیرد. در معماری کلاسیک ستون‌نماها این تصور را القا می‌کنند که باربر هستند. با این حال، به دلیل شکل هرم‌سنگ‌مانند ستون شیپوری، این سنت مختل شده است. قرار نیست ستون شیپوری یکپارچه به نظر برسد، بلکه می‌بایست پویا بوده و تحرک ایجاد کند، و سبکی ظاهری به ساختار ببخشد.
مانوئل توسان ستون شیپوری را اینگونه تعریف می‌کند:
«یک عضو باربر، با مقطع مربع یا مستطیل، که از عناصر متعدد تشکیل شده‌اند: هرم‌ها و منشورهای ناقص، متوازی‌السطوح‌ها، شاخ و برگ روی هم چیده شده، مدال‌ها، حلقه‌های گل، دسته‌های گل، گلدسته‌ها. تمامی تزیینات گیاهی‌اند و بر اشکال هندسی به کار رفته‌اند».

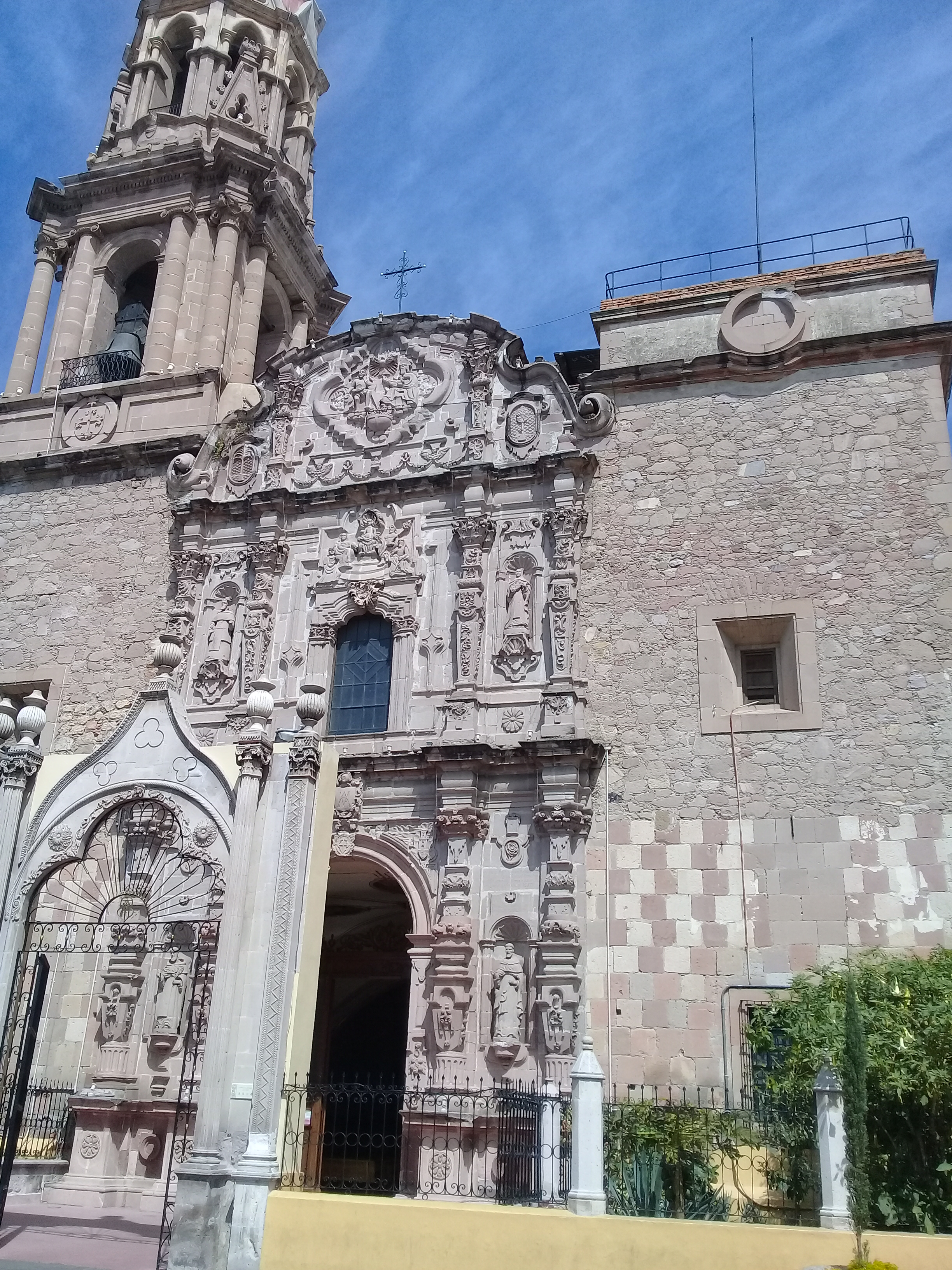
ستون شیپوری در سردر اصلی پورتادا روزاریو.

## سرستون
سرستونها معمولاً خط یک قرنیز شکسته را برجسته می‌کنند و کامل و بی‌نقص هستند. یا ممکن است توسط یک لوح افقی به ستون شیپوری دیگری متصل شده باشند. سرستون‌های شیپوری معمولاً از نوع کورینتی هستند. البته استثناهایی هم وجود دارد. برای نمونه، در کاپیلا دل ساگراریو برای کلیسای جامع سگوویا توسط هرونیمو دبالباس، تزیینات گیاهی و سرهای فرشته‌های کوچک جایگزین سرستون شیوه کورینتی می‌شوند.

### ستون‌های دوقلو
مشابه سبک باروک با استفاده از ستون‌های دوقلو، استفاده از ستون شیپوری دوقلو از ویژگی‌های برخی از ساختمان‌های چوریگوئرسک است.

### در کنار سبک‌های دیگر
ستون‌های شیپوری بین دورهٔ فرا-باروک و ظهور سبک‌های نئوکلاسیک استفاده می‌شدند؛ بنابراین، بااینکه ستون‌های شیپوری سبک متمایزی دارند، گاهی در کنار ستون‌های سلیمانی و کلاسیک به‌کار می‌روند. نمونه خوبی از این پدیده، سان فرانسیسکو آپاتپک در پوئبلا است.

## پیشینه

### خاستگاه
در پایان‌نامه‌اش، ساختمان کالیفرنیا: نمونه‌ای از باروک بد فهمیده شده، ریچارد آمرو ادعا می‌کند میکل‌آنژ اولین شخصی است که از ستون‌نما به‌شکل شیپوری در کتابخانه لورنزی (۱۵۲۶) استفاده کرد. از طرفی، جان اف. موفیت در پایان‌نامه‌اش، «خیمه متروپولیتن، وندل دیترلین» و ستون شیپوری، اظهار می‌کند که خوان د آرفه ای ویلافانه می‌تواند اولین فرد شناخته‌شده‌ای باشد که به ستون شیپوری اشاره کرده است. این موضوع در اثر آرفه با عنوان «شرح طرح نگهداری از کلیسای سویل» (۱۵۸۷) قابل مشاهده است. بنابراین، منشأ ستون شیپوری مورد اختلاف نظر میان دانش پژوهان است.

## اسپانیا و اسپانیای نو
معمار مشهوری که استفاده از ستون شیپوری را رواج داد، خوزه بنیتو د چوریگوئرا است که سبک چوریگوئرسک به نام او نامگذاری شده است. اولین کارهای او با ستون شیپوری در کاپیلا دل ساگراریو برای کلیسای جامع سگوبیا (۱۶۹۰) و صومعه سن استبان، سالامانکا (۱۶۹۳) بود. خورخه د بالباس معمار اسپانیایی بود که در سال ۱۷۱۷ به مکزیک (اسپانیای نو) نقل مکان کرد و ستون شیپوری را به دنیای جدید معرفی کرد. اثر او رتابلو د لوس ریس در کلیسای جامع مکزیکوسیتی (۱۷۱۸–۳۷) اولین بنایی بود که ستون شیپوری را در دنیای جدید به نمایش گذاشت. دوران ستون شیپوری فقط تا سال ۱۷۸۳ با تأسیس آکادمی سان کارلوس، یک مدرسه معماری در اسپانیای نو، به طول انجامید. با این حال، در این دوره کوتاه زمانی از سال ۱۷۳۶، زمان تکمیل رتابلو د لوس ریس، تا سال ۱۷۸۳، بسیاری از بناها در اسپانیای نو (مکزیک) دارای نما یا محراب‌هایی با ستون شیپوری بودند.
با توجه به کاهش محبوبیت ستون شیپوری، ستون‌های سلیمانی و شیوه‌های معماری کلاسیک غربی در سراسر اسپانیا و اسپانیای جدید احیا شدند. این امر منجر به تخریب یا جایگزینی بسیاری از بناهای به سبک ستون شیپوری با ستون‌های کلاسیک در دهه‌های آخر قرن ۱۸۰۰ شد.